# 처녀자리 70 b
처녀자리 70 b는 처녀자리 방향으로 지구로부터 60광년 정도 떨어진 외계 행성이다. 1996년 제프리 마시와 폴 버틀러가 발견 사실을 공식적으로 발표했다. 처녀자리 70 b는 외계 행성 탐사 역사 초기에 발견된 천체이다. 처음 발견 당시만 해도 이 행성이 어머니 항성의 생명체 거주가능 영역 안을 돌고 있는 것으로 알려졌으나, 이후 실제 거리는 항성에 더 가깝고, 궤도도 이심률이 매우 큰 것으로 드러났다.

## 특징
공전 궤도의 모양을 볼 때 이 행성은 타원궤도 가스행성으로 분류할 수 있다. 최소 질량이 목성의 일곱 배 이상이기 때문에 표면의 중력도 목성의 2 ~ 3배는 될 것이다. 1996년 1월 이 행성이 발견될 당시만 해도 처녀자리 70과 지구 사이 거리가 29광년에 불과한 것으로 알려졌기 때문에 처녀자리 70의 광도가 실제보다 낮은 것으로 생각했었고, 처녀자리 70 b 역시 생명체 거주가능 영역 안을 돌고 있는 것으로 생각했었다. (당시 b는 뜨겁지도 차갑지도 않은, 적당히 따뜻한 위치에 놓여 있다는 뜻에서 '골디락스'라는 이름이 붙었다) 그러나 히파르코스 위성이 처녀자리 70의 거리를 정확히 측정한 결과 종전 기록의 두 배는 멀리 떨어져 있어 항성이 실제로 훨씬 더 뜨거운 것으로 판명되었고, b도 생명체가 살기에는 항성으로부터 너무 가까운 곳에 놓여 있음이 밝혀졌다.

## 참고 문헌
1. ↑  Corey, Powell (1996년 5월 27일). “A Parade of New Planets”. Scientific American.
2. ↑  Perryman, M. A. C.;  외. (1996). “Hipparcos distances and mass limits for the planetary candidates: 47 Ursae Majoris, 70 Virginis, 51 Pegasi”. 《Astron. Astrophys.》 310: L21 ~ L24.

## 같이 보기
- 행성 거주가능성
- 처녀자리
- 처녀자리 70